# Hítarvatn

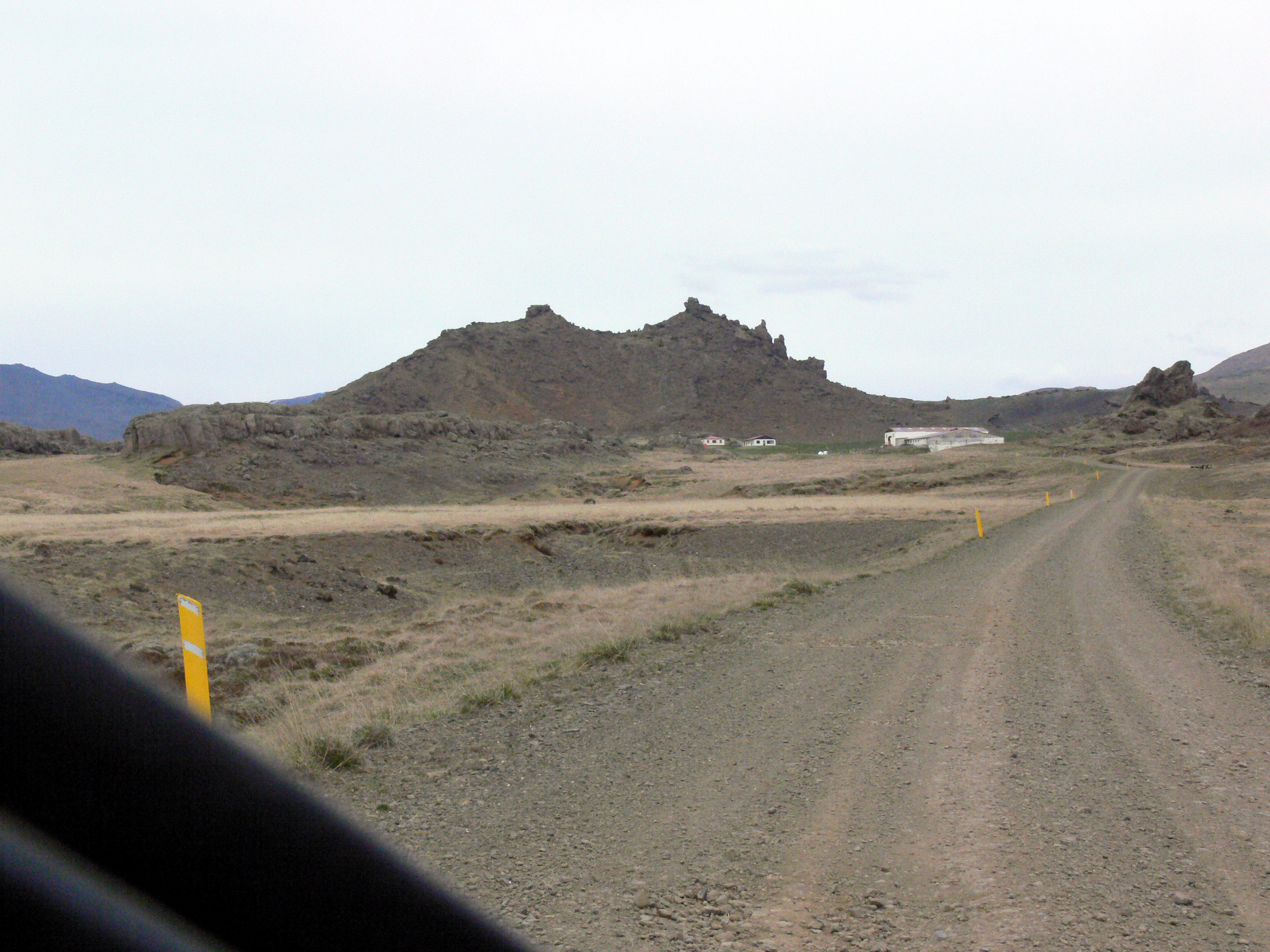
Hítardalur

Hítarvatn är en sjö på Island. Dess yta är 3,3 km2.